# Komorbiditet
Komorbiditet er i medicin og psykiatri:
- Tilstedeværelsen af en eller flere sygdomme foruden en primær sygdom, eller
- Effekten af en sådan yderligere sygdom

Ved tilstrækkelig korrelation antyder komorbide sygdomme en fælles årsag og kan derfor være en nøgle til at afdække de komorbide symptomers ætiologi.